# Cichla piquiti
El tucunaré azul (Cichla piquiti) es una especie de peces de la familia Cichlidae en el orden de los Perciformes.

## Morfología
Los machos pueden llegar alcanzar los 43 cm de longitud total.

## Distribución geográfica
Se encuentran en Sudamérica. Originalmente era endémico de Brasil, pero fue introducido en la cuenca del Plata, teniendo poblaciones en el embalse de la Represa de Itaipú, y de allí alcanzó aguas abajo del alto Paraná.